# Stazione di Higashi-Chiba
La stazione di Higashi-Chiba (東千葉駅?, Higashi-Chiba-eki) è una stazione ferroviaria situata nel quartiere di Chūō-ku, a Chiba, capoluogo della prefettura omonima, in Giappone. La stazione è servita dalla linea principale Sōbu e dal servizio ferroviario linea Narita della JR East.

## Linee e servizi
East Japan Railway Company
■ Linea principale Sōbu
■ Linea Narita (servizio ferroviario)

## Struttura
La stazione è dotata di due marciapiedi laterali con due binari passanti su viadotto.
| 1 | ■ Linea principale Sōbu                | per Chiba e Tokyo           |
| 2 | ■ Linea principale Sōbu ■ Linea Narita | per Sakura, Narita e Chōshi |

## Stazioni adiacenti
| «                                           | Servizio              | »                     |
| Linea principale Sōbu                       | Linea principale Sōbu | Linea principale Sōbu |
| Linea Narita                                | Linea Narita          | Linea Narita          |
| ------------------------------------------- | --------------------- | --------------------- |
| Chiba                                       | Locale                | Tsuga                 |
| Il Rapido e il Rapido Pendolari non fermano |                       |                       |